# Nematostella vectensis
Nematostella vectensis је корални полип из реда Actinaria и фамилије Edwardsiidae. 

## Угроженост
Ова врста се сматра рањивом у погледу угрожености врсте од изумирања.

## Распрострањење
Врста има станиште у Канади, Сједињеним Америчким Државама и Уједињеном Краљевству.